# ライムンド・マルティネス
ライムンド・マルティネス（Raimundo Martínez、1999年11月25日 - ）は、スーペル・ラグビー・アメリカス、セルクナムに所属するラグビーユニオン選手。

## プロフィール
- チリサンティアゴ出身[1]。
- ポジションはフランカー(FL)、ナンバーエイト(No.8)。
- 身長 180cm、体重 103kg
- チリ代表キャップは27（2024年12月現在）でラグビーワールドカップ2023のチリ代表に選ばれた[2]。

## 略歴
2021年、セルクナムに加入。